# In hoc signo vinces (film)
In hoc signo vinces sottotitolato In questo segno vincerai è un film muto italiano del 1913 diretto da Nino Oxilia.

## Trama
Nell'Impero Romano del IV secolo d.C., continuano le persecuzioni contro i cristiani, e la vita nei palazzi imperiali scorre tra lusso sfrenato, intrighi e congiure dinastiche, orge. Lo stato è governato dalla Tetrarchia, e il figlio di uno di questi tetrarchi, Massenzio, viene proclamato augusto.
Nel 312, per sconfiggere Massenzio, l'imperatore Costantino giunge in Italia valicando le Alpi con il proprio esercito e, dopo alcune vittorie, si accampa nei pressi del Ponte Milvio. La notte prima della battaglia Costantino ha una visione, e gli appare una croce e la figura di Cristo che lo invita ad apporre il crocifisso sugli scudi dei suoi soldati, e che se farà questo vincerà la guerra.
Il giorno dopo, si svolge la battaglia di Ponte Milvio e l'esercito di Costantino sconfigge quello di Massenzio, il quale muore annegando nel Tevere.
Con la salita al trono di imperatore di Costantino viene promulgato l'Editto di Milano, che garantisce la libertà di culto per ogni religione e pone fine alla persecuzione dei cristiani.

## Produzione
Il film è composto da tre parti e fino all'uscita di Cabiria nel 1914, con i suoi 2.500/3.000 metri di pellicola, è stato il più lungo del cinema muto italiano.

## Distribuzione
La pellicola venne distribuita a partire dal 1913 e ottenne un importante successo di pubblico.
È conosciuta anche con i seguenti titoli:
- Danimarca - (I dette Tegn skal du sejre)
- Francia - (In hoc signo vinces (Par ce signe tu vaincras))
- Germania - (In diesem Zeichen wirst Du siegen!)
- Paesi Bassi - (In dit teken zult gij overwinnen
- Regno Unito - (By the Cross)
- Slovenia - (In hoc signo vinces)
- Svezia - (I detta tecken skall du segra)
- Stati Uniti d'America - (The Triumph of an Emperor)

## Accoglienza
- «Il fatto glorioso della liberazione del Cristianesimo per opera di quello stesso potere imperiale, che l'aveva per lunghi anni perseguitato ed arricchito di innumerevoli martiri, fatto glorioso, immortalato negli eterni bassorilievi dell'arco Costantiniano a Roma e più dal celebre dipinto di Raffaello nelle stanze Vaticane, sta per essere reso popolare a mezzo della cinematografia, la quale, assurta ad arte vera, vuole, come è còmpito della nobilissima fra le attività umane, concorrere efficacemente alla educazione e all'istruzione delle masse. In questa meravigliosa pellicola, di più di due mila metri, in tre parti e trentadue quadri, tutto il grandioso dramma vi è storicamente dimostrato. Le bieche mene degli imperatori ligi al paganesimo, i tradimenti famigliari della corte di Costantino; la torva figura di Fausta, le soavi di S. Elena e di Costanza, tutte studiate dalla storia, vi hanno degno risalto. La comparsa della croce prodigiosa, la battaglia al ponte Milvio, il decreto di Milano vi sono scrupolosamente ritratti. Né a meglio illustrare il fatto immortale manca un tenero e grazioso romanzo: i casti amori fra Costanza ed il Cesare Licinio, romanzo che trova epilogo nella stessa Milano, unendosi così il trionfo della fede e dell'amore».[3]
- «Il film dispiega una massa di comparse, degli interpreti di prima classe, una indescrivibile magnificenza di scenografie e un grande impiego di finezze nella fotografia» [4].